# 林董

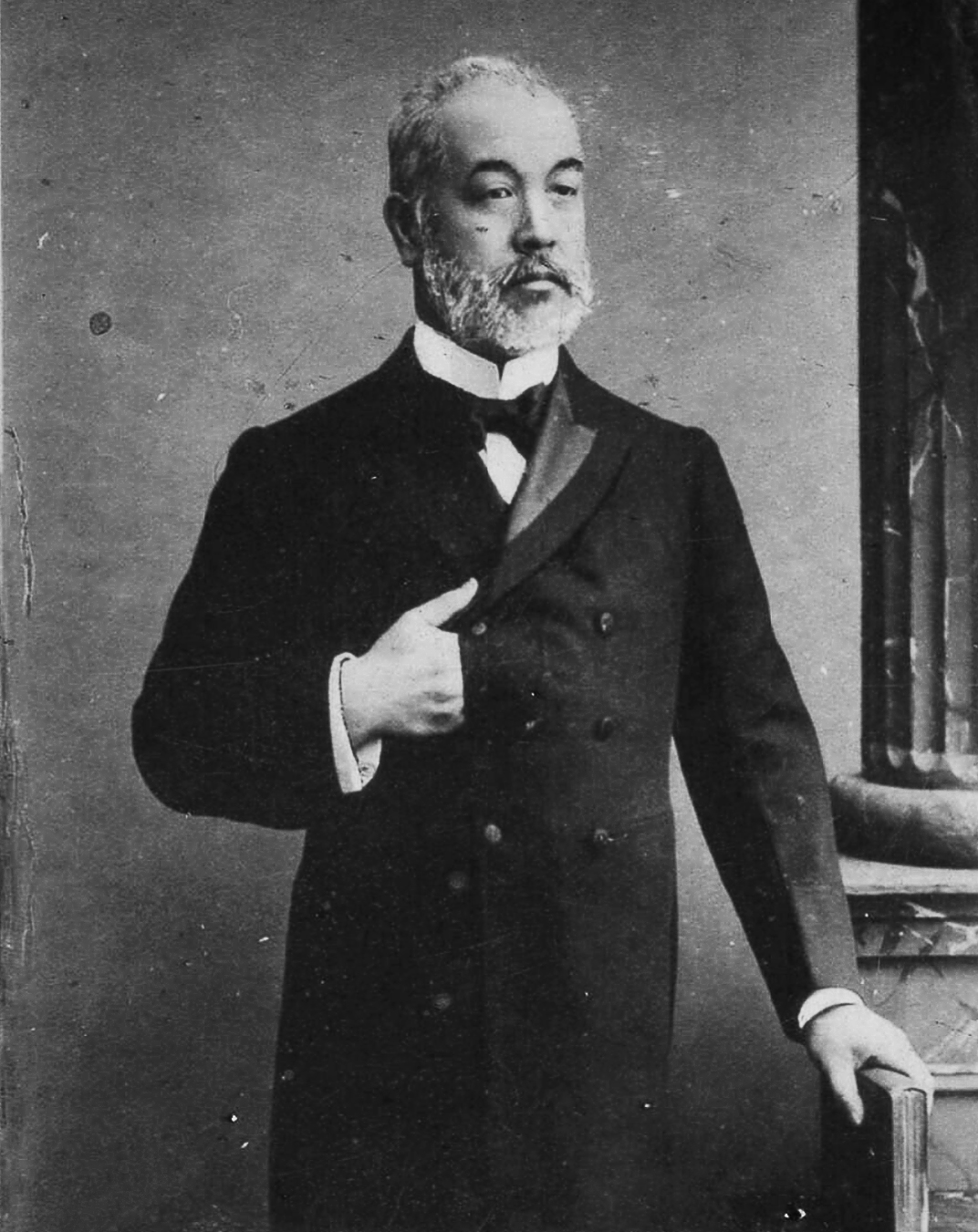
林董

林董（日语：／ Hayashi Tadasu，1850年4月11日—1913年7月20日），日本明治时期的外交官、政治家。曾任外務大臣、遞信大臣等职。

## 生平
林董于1850年出生于日本佐倉藩（今千葉县佐倉市），1866年毕业于明治学院高校，并前往英国伦敦大学留学。回国后参加箱館戰爭，并于1871年进入日本外务省工作。1873年，调入工部省。1882年，任宫内省大书记官。1887年，任遞信省内信局长。1888年至1891年间先后任香川县知事和兵库县知事。1891年，任外务省次官（政务），兼任总务局长。
1895年中国清朝与日本签订《马关条约》后俄德法三国驻日公使向日本提出归还辽东半岛的要求（史称三国干涉）时，他代表外务大臣陆奥宗光接受三国通牒。同年6月22日，他卸去外务省次官职务，任驻华公使，并代表日本与中国欽差頭等全權大臣李鸿章签订《遼南條約》，由清廷赎回辽东半岛。10月31日，冊封為男爵。1896年11月2日，卸去驻华公使职务。1897年5月25日至1899年9月5日间任驻俄国圣彼得堡公使。1899年底獲授勳一等旭日大綬章。
1900年7月6日至1906年3月19日，任驻英国公使，并于1904年成为首任大使。其间，和英国外交大臣订立英日同盟，保证了日俄战争中日本在外交上的胜利。先后獲授子爵爵位和旭日桐花勋章。1906年5月19日至1908年7月14日间任桂太郎内阁外务大臣，其间授予伯爵。1911年8月30日至1912年12月5日间任西园寺公望内阁遞信大臣（初兼任外務大臣）。后于1913年因病在東京府去世。